# Beatrice Alemagna
Pour les articles homonymes, voir Alemagna.
Beatrice Alemagna, née à Bologne (Italie) le 10 mai 1973, est une autrice et illustratrice italienne. Vivant en France depuis 1997,, elle écrit en italien et en français.

## Biographie
Beatrice Alemagna a étudié le graphisme et la photographie à l’école d'art ISIA d'Urbino. Après ses études, elle remporte le premier prix du concours d’illustration « Figures futures » du Salon du livre et de la presse jeunesse de Montreuil en 1996. Elle remporte plusieurs Premio Andersen (it) dont celui de l'illustrateur de l'année, en 2010.
En 2007, elle obtient la « Mention Spéciale » du Prix Fiction de la Foire du livre de jeunesse de Bologne (Italie) pour Un lion à Paris. L'année suivante, pour ses illustrations du texte de  Aldous Huxley, Les Corbeaux de Pearblossom, elle figure dans la « Liste d'honneur 2008 » catégorie Illustration, de l'Union internationale pour les livres de jeunesse.
Aux États-Unis, Beatrice Alemagna est lauréate en 2016 du Mildred L. Batchelder Award (en) pour Le Merveilleux Dodu-Velu-Petit, et en 2017, elle remporte la Gold medal of The Original Art exhibition of the Society of illustrators pour Un grand jour de rien. Cet album obtient la même année, en France, le Grand prix de l'illustration et le Prix Landerneau Jeunesse,.
Elle a publié plus une trentaine d’albums en tant qu’auteure-illustratrice, publiés en France chez divers éditeurs, dont Seuil, Autrement jeunesse, Gallimard jeunesse, Didier jeunesse, Rue du Monde ou Thierry Magnier.
Elle a également illustré une vingtaine d'albums, sur des textes de Orianne Charpentier, Guillaume Guéraud ou Jean-Claude Mourlevat, ainsi que sur des textes réédités, de Guillaume Apollinaire, Gianni Rodari ou Aldous Huxley.
Ses ouvrages sont traduits à l'international ; parmi les plus exportés figurent les albums Mon amour et Un lion à Paris.
Pour ses illustrations, Beatrice Alemagna utilise plusieurs techniques, dont « crayon, peinture, collage, voire broderie ».
Elle vit en France depuis 1997,, et écrit en langue italienne et en langue française.
En 2019, elle publie l'ouvrage  Les choses qui s'en vont, qu'elle a écrit et illustré ; « un album vibrant et délicat » pour Marine Landrot de Télérama.
Elle est l'artiste sélectionnée pour représenter son pays, l'Italie, pour le Prix Hans-Christian-Andersen 2020, dans la catégorie Illustration, prix international danois. En 2022, elle est à nouveau sélectionnée, et est finaliste du prix.
Pour l'année 2024, Beatrice Alemagna est sélectionnée pour la onzième année d'affilée (depuis 2014) pour le prestigieux prix international suédois, le Prix commémoratif Astrid-Lindgren. 
En 2023, elle reçoit pour l'ensemble de son œuvre le Prix La Grande Ourse du Salon du livre et de la presse jeunesse de Montreuil. 
En 2024 est publié son album jeunesse Le top du top !, l'histoire d'une petite chauve-souris qui fait des caprices, dont les illustrations à l'aide de « bois, tissus, dentelles, bave, plumes et peaux de tomates, fils de fer, écailles, pustules et flocons de neige, sortent de son pinceau gorgé d’affection rieuse », selon l'avis critique de Télérama.

## Quelques prix et distinctions
- 1996 :  Premier prix  « Figures futures »[3] du Salon du livre et de la presse jeunesse de Montreuil
- 2000 :  Prix Attention Talent-Fnac[3]
- 2002 :  Prix Octogones du CIELJ[3] pour Après Noël[17]
- 2004 :  Premio Andersen (it) pour Uccelli Notturni de Tormod Haugen qu'elle a illustré
- 2006 :  Prix Chronos[18] pour  La troisième vengeance de Robert Poutifard qu'elle a illustré, sur un texte de Jean-Claude Mourlevat
- 2007 :  "Mention Spéciale" du Prix Fiction de  la Foire du livre de jeunesse de Bologne[4] pour Un lion à Paris
- 2007 :  Prix de l'illustration[19], Salon du livre et des perles jeunesse de Rueil-Malmaison, pour Un lion à Paris
- 2007 :  Library's Prize (Taïwan) pour Un lion à Paris
- 2008 : (international) « Liste d'honneur » catégorie Illustration, de l'Union internationale pour les livres de jeunesse[5] pour ses illustrations du texte de  Aldous Huxley, Les Corbeaux de Pearblossom
- 2010 :  Illustrateur de l'année, Premio Andersen (it)
- 2010 :  Premio nazionale Nati per Leggere[20] du Salon du livre de Turin pour Un lion à Paris
- 2014 :  Prix Liber du meilleur livre de l'année[21], pour Les cinq mal foutus
- 2016 :  Lauréate du Mildred L. Batchelder Award (en)[6] pour Le merveilleux Dodu-Velu-Petit
- 2016 :  Premio Andersen (it)[22] pour Lotta Combinaguai qu'elle a illustré, sur un texte de Astrid Lindgren
- 2017 :  Grand prix de l'illustration[8] pour Un grand jour de rien
- 2017 :  Prix Landerneau Jeunesse[2],[1] pour Un grand jour de rien
- 2017 :  Gold medal of The Original Art exhibition of the Society of illustrators[7], pour Un grand jour de rien
- 2017 :  Best illustrated Children’s books[23] par The New York Times books review pour Un grand jour de rien
- 2020 :  Sélection Italie du Prix Hans-Christian-Andersen, dans la catégorie Illustration[12]
- 2020 :  Prix Sorcière, dans la catégorie "Carrément beau mini", pour Les choses qui s'en vont[24]
- 2021 : Sélection « Pépite » du Salon du livre et de la presse jeunesse[25], catégorie Livre illustré, pour Adieu Blanche-Neige
- 2022 :  Finaliste du Prix Hans-Christian-Andersen, dans la catégorie Illustration[13]
- 2014 à 2024 :  Sélection pour le Prix commémoratif Astrid-Lindgren, durant 10 années d'affilée[14]
- 2023 :  Prix La Grande Ourse pour l'ensemble de son œuvre[15]

## Quelques œuvres

### Auteure et illustratrice
- Une maman trop pressée, Seuil jeunesse, 1999
- Le Secret d'Ugolin, Seuil jeunesse, 2000
- Le Trésor de Clara, Autrement jeunesse, 2000
- Après Noël, Autrement jeunesse, 2001   Prix Octogones du CIELJ 2002[17]
- Gisèle de verre, Seuil jeunesse, 2002 ; rééd. Albin Michel Jeunesse, 2019
- Mon amour, Autrement jeunesse, 2002 ; rééd. 2014
- Portraits, Seuil, 2003
- Histoire courte d'une goutte, Autrement, 2004 ; rééd. Tom'poche, 2013
- Je voulais une tortue, en collaboration avec Cristiano Mangione, Panama, 2005
- Un lion à Paris, Autrement, 2006 ; rééd. Casterman, 2016  "Mention Spéciale" du Prix Fiction de  la Foire du livre de jeunesse de Bologne 2007[4] -  Premio nazionale Nati per Leggere 2010[20] du Salon du livre de Turin -  Prix de l'illustration 2007[19], Salon du livre et des perles jeunesse de Rueil-Malmaison -  Library's Prize 2007 (Taïwan)
- Karl Ibou, Skyfish graphix, 2007 ; rééd. Autrement, 2008
- Au pays des petits poux, Phaidon, 2009
- C'est quoi un enfant ?, Autrement, 2009 ; rééd. Casterman, 2017
- Jo singe garçon[26], Autrement, 2010
- Bugs in the garden, Phaidon, 2011
- La gigantesque petite chose[27], Autrement, 2011
- Les petits poux au jardin, Phaidon, 2011
- La voisine des petits poux, Phaidon, 2012
- Bon voyage bébé !, Hélium, 2013 ; rééd.
- Le Noël des petits poux, Phaidon, 2013
- Les cinq Malfoutus[28], Hélium, 2014  Prix Liber du meilleur livre de l'année 2014[21]
- Le merveilleux Dodu-velu-petit, Albin Michel jeunesse, 2014   Mildred L. Batchelder Award (en) 2016[6]
- Petit grand Boubo, La Joie de lire, 2014
- Un grand jour de rien[29], Albin Michel Jeunesse, 2016  Gold medal of The Original Art exhibition of the Society of illustrators 2017[7] -  Grand prix de l'illustration 2017[8] -  Prix Landerneau Jeunesse 2017[2]
- Mon histoire courte de goutte d'eau, Casterman, 2018
- Le fabuleux désastre d'Harold Snipperpott, Albin Michel jeunesse, 2018
- Les choses qui s'en vont[11], Hélium, 2019
- Gisèle de verre, Albin Michel Jeunesse, 2019
- Mon amour, Hélium, 2021
- Même pas en rêve, École des loisirs, 2021
- Adieu blanche neige, La partie, 2021
- Le top du top ![16], L'École des loisirs, 2023

### Auteure
- Hokusaï et le cadeau de la mer[30], texte de Beatrice Alemagna ; illustrations d'Olivier Charpentier, Réunion des musées nationaux - Grand Palais, 2014

### Illustratrice
- La Boîte à lettres de Souriceau, texte Régine Detambel, ill. Beatrice Alemagna, Hachette jeunesse, 1999
- Comment mon chat a appris à lire, texte Marie Saint-Dizier, ill. Beatrice Alemagna, Hachette jeunesse, 1999
- Petit bestiarie, texte de Guillaume Apollinaire, ill. Beatrice Alemagna, Gallimard jeunesse, 2000 ; rééd. 2014
- Un et sept, texte de Gianni Rodari, ill. Beatrice Alemagna, Seuil jeunesse, 2001
- C'est trop cher : pourquoi la pauvreté, texte de Anne de La Roche-Saint-André et Brigitte Ventrillon ; avec une histoire de Gérard Moncomble ; ill. de Béatrice Alemagna, Éd. Autrement, 2002
- L'été d'Anouk, texte de Érik Poulet ; ill. de Béatrice Alemagna, Syros jeunesse, 2003
- Le Jeu des cent robes[31], texte de Eleanor Estes ; ill. par Béatrice Alemagna ; trad. de l'anglais par Laurence Kiefé (roman paru aux États-Unis en 1944[31]), Casterman, 2003
- L'enfant qu'on envoie se coucher, texte de Claude Roy ; ill. de Béatrice Alemagna, Rue du monde, 2004
- Marion, Pierre et l'oiseau[32] (théâtre), de Serge Kribus ; ill. de Beatrice Alemagna, Actes Sud-Papiers, 2004
- (it) Uccelli Notturni de Tormod Haugen ; ill. Beatrice Alemagna, 2004  Premio Andersen (it) 2004
- La troisième vengeance de Robert Poutifard, texte de Jean-Claude Mourlevat ; ill. de Beatrice Alemagna, Gallimard jeunesse, 2004   Prix Chronos 2006[18]
- Les Corbeaux de Pearblossom, texte de Aldous Huxley ; ill. de Beatrice Alemagna ; traduction d'Anne Krief, Gallimard jeunesse, 2005 (international) « Liste d'honneur » catégorie Illustration, de l'Union internationale pour les livres de jeunesse 2008[5]
- Lol, texte de Élisabeth Brami, ill. de Beatrice Alemagna, Thierry Magnier, 2005
- Promenade d'un distrait[33], texte de Gianni Rodari (traduit et adapté de l'italien par Beatrice Alemagna), ill. Beatrice Alemagna, Seuil jeunesse, 2005 - accompagné d'un DVD avec le film d'animation, réalisé par Beatrice Alemagna et Giuseppe Bianchi, durée 6 min 35 s.
- Madame Gargouille, texte de Orianne Charpentier ; illustrations de Beatrice Alemagna, Gallimard jeunesse, 2006
- Mon cher grand-père, texte de Louis Muratet ; illustrations de Béatrice Alemagna, L'École des loisirs, 2008
- Oméga et l'ourse, texte de Guillaume Guéraud, ill. Beatrice Alemagna, Panama, 2008 ; rééd. Les grandes personnes, 2012
- Trois histoires, texte de Jean-Claude Mourlevat ; illustrations de Clément Oubrerie, Béatrice Alemagna et Marcelino Truong, Gallimard jeunesse, 2014
- (it) Lotta Combinaguai, texte de Astrid Lindgren ; ill. Beatrice Alemagna, 2016  Premio Andersen (it) 2016[22]
- Picasso et Lump, texte de Nancy Lim, ill. Beatrice Alemagna, éd. Thames et Hudson, 2017
- Comptines du jardin d'Eden, collectage Nathalie Soussana, illustrations Béatrice Alemagna ; préface, Philippe Grimbert ; direction musicale, Paul Mindy ; Awena Burgess, Raphaële Lannadere, Norig Recher, et al., chant, Didier jeunesse, 2018 - livre-CD
- Lotta la filoute, texte Astrid Lindgren, illustré par Beatrice Alemagna ; traduit du suédois par Aude Pasquier, Versant Sud, 2019
- Lotta sait tout faire[34], texte de Astrid Lindgren, illustré par Beatrice Alemagna ; traduit du suédois par Aude Pasquier, Versant sud, 2020
- Les embrouillaminis des histoires de papi, texte de Gianni Rodari, Versant sud, 2021
- On va au parc, texte de Sara Stridsberg, La partie, 2022

## Film d'animation
- Promenade d'un distrait[33], film d'animation réalisé par Beatrice Alemagna et Giuseppe Bianchi, durée 6 min 35 s ; DVD qui accompagne l'album au même titre, texte de Gianni Rodari (traduit et adapté de l'italien par Beatrice Alemagna), ill. Beatrice Alemagna, Seuil jeunesse, 2005

## Expositions
Sa première exposition rétrospective a eu lieu l'année de ses 30 ans, en 2003, établie par le Centre d'études en littérature jeunesse de Charleville-Mézières « Beatrice Alemagna: une rétrospective », puis a circulé dès l'année suivante dans les bibliothèques de Munich, Lausanne, Hambourg, Budapest, etc.
Elle a exposé depuis dans de nombreuses villes à l'international,, dont Bologne, Milan, Rome, Paris, Reims, Lille, Bordeaux, Charleville, Munich, Lisbonne, Tokyo et Kyoto.
En 2017, elle participe à l'exposition « Face à face », « Illustrer l'enfance », exposition collective de 7 illustrateurs européens : Delphine Bournay, Beatrice Alemagna, Annabelle Buxton, Audrey Calleja, Mara Cerri (Italie), Benjamin Chaud, Carmen Segovia (Espagne), au Salon du livre et de la presse jeunesse de Montreuil.